# Fitbit
Fitbit byla americká společnost zabývající se spotřební elektronikou a fitness. Vyráběla monitory fyzické kondice s nositelnou technologií s bezdrátovým připojením a sledovače aktivity, jako jsou chytré hodinky, krokoměry a monitory srdeční frekvence, kvality spánku, zdolávání schodů a také související software.
V roce 2021 ji koupila společnost Google. Akvizici zkoumaly regulační orgány jak ve Spojených státech, tak v Evropě, a prověřovaly přístup Googlu k osobním údajům uživatelů.

V roce 2019 byla Fitbit pátou největší společností pro nositelné technologie podle objemu dodávek. Firma prodala více než 100 milionů zařízení a má 28 milionů uživatelů. Produkty se prodávaly ve 39 000 maloobchodních prodejnách a ve více než 100 zemích.